# 珀奇萊克鎮區 (明尼蘇達州卡爾頓縣)
珀奇萊克鎮區（英語：Perch Lake Township）是位於美國明尼蘇達州卡爾頓縣的一個行政鎮區。

## 地方資料
珀奇萊克鎮區的面積為94.70平方千米，當中陸地面積為89.80平方千米，而水域面積為4.90平方千米。根據2020年美國人口普查的數據，當地共有人口977人，而人口密度為每平方千米10.32人。